# Stor-Fålasjön
Stor-Fålasjön är en sjö i Kramfors kommun i Ångermanland och ingår i Ångermanälven-Gådeåns kustområde. Sjön har en area på 0,0652 kvadratkilometer och ligger 264,2 meter över havet. Stor-Fålasjön ligger i Sör-Lappmyran Natura 2000-område.

## Delavrinningsområde
Stor-Fålasjön ingår i det delavrinningsområde (697691-158945) som SMHI kallar för Mynnar i Storvattnet. Medelhöjden är 289 meter över havet och ytan är 3,65 kvadratkilometer. Räknas de 2 avrinningsområdena uppströms in blir den ackumulerade arean 13,66 kvadratkilometer. Vattendraget som avvattnar avrinningsområdet har biflödesordning 2, vilket innebär att vattnet flödar genom totalt 2 vattendrag innan det når havet efter 18 kilometer. Avrinningsområdet består mestadels av skog (92 procent). Avrinningsområdet har 0,07 kvadratkilometer vattenytor vilket ger det en sjöprocent på 1,8 procent.